# 교현안림동
교현안림동(校峴安林洞)은 충청북도 충주시에 위치한 동이다.

## 개요
충주시의 중심부에서 동쪽으로 위치하여 계명산과 남산, 충주댐을 끼고 있고, 인접동으로는 남쪽으로 용산동과 성내충인동, 교현2동, 북쪽으로 연수동을 접한다. 도시와 농촌이 복합된 도·농 통합지역으로 최근 대형아파트 건설로 인한 인구증가 등 지역발전의 활력이 가속화될 전망이다. 충주호, 계명산, 남산, 활옥동굴 등 충주를 대표하는 관광 자원이 위치한다. 또한 사과·복숭아 등 과수 주산지이기도 하다.

## 유래
- 교현동의 유래는 원래 충주군 북변면의 지역인데, 1914년 행정구역 폐합으로 야현리, 주봉리, 어림리, 교동, 대가미리, 봉계리의 각 일부를 병합하여 교동과 야현리의 이름을 따서 교현동이라 불렸다.교동은 충주향교가 있는 부근 일대의 마을의 이름이며, 충주향교는 창건연대와 그 장소는 정확하지는 못하고 다만 여수월마을 동북방 400M 지점이었다고 하는데, 최근까지 기와장이 출토되었다. 임진왜란 때 병화로 소실된것을 1579년 3월 현 위치에 옮겨서 건립하였다. 야현(冶峴)은 향교말 서북쪽에 있는 마을로 옛날 이 근처에 대장간이 있었으며 풀무고개를 한자로 바꾼 이름이다

- 안림동의 유래는 충주군 북변면의 지역으로 1914년 행정구역 폐합으로 안심리, 범의동, 어림리, 교동 일부를 병합하여 안심과 어림의 이름을 따서 안림동이라 하였다.
  - 안심(안심) : 안림리에서 중심이 되는 마을로 예부터 피란지로 안전한 곳이라 하여 안심이라 불림. 안림동 내에서 마을이름으로 현존하고 있다.(구.충주소년원 부근)
  - 어림(어림) : 백제 문주왕이 가행궁을 짓고 있던 솔밭이란 뜻으로 지은 마을 이름

- 목벌동의 유래는 충주군 살미면의 지역으로 나무가 많았으므로 나무벌 또는 목벌이라 하였음.
- 종민동의 유래는 충주군 북변면의 지역으로 1914년 행정구역 폐합으로민종리, 범동, 종당 병합하여 민종리와 종당의 이름을 따서 종민동이라 함
  - 민종(민종) : 종민동의 가장 하단에 위치한다는 뜻으로 민마루 또는 민종이라 하였음
  - 종당(종당) : 원터 서북쪽에 있는 마을로 정선전씨들이 많이 세거하였으며 사당을 세웠었으므로 종당이라 불림

## 연혁

### 교현동
- 1895. 충주군 설치. 충주군 북변면
- 1912. 구한국지방행정구역명칭일람에 충주군 북변면으로 32리 관할
- 1914. 4. 1. 행정구역 통폐합에 따라 북변면의 야현리, 주봉리, 어림리,교동, 대가미리, 봉계리의 각 일부를 병합하여 교동과 야현리의이름을 따서 교현리라 하여 충주군 읍내면으로 편입
- 1917. 읍내면을 충주면으로 개칭
- 1956. 7. 8. 충주읍의 시승격으로 충주시 교현동으로 개칭

### 안림동
- 1895. 충주군 설치. 충주군 북변면
- 1912. 구한국지방행정구역명칭일람에 충주군 북변면으로 32리 관할
- 1914. 4. 1 행정구역 폐합으로 안심리, 범의동, 어림리, 교동 일부를 병합해서 안림리라 해서 충주군 읍내면에 편입
- 1917. 읍내면을 충주면으로 개칭
- 1931. 4. 1  충주면을 충주읍으로 승격
- 1956. 7. 8  충주읍을 충주시로 승격하면서 충주시 안림동으로 개칭

### 목벌동
- 1895. 충주군 설치. 충주군 북변면
- 1912. 구한국지방행정구역명칭일람에 충주군 북변면으로 32리 관할
- 1914. 4. 1 행정구역 폐합으로 요각골, 원터, 진의곡을 병합하여 살미면 목벌리로 폐합
- 1917. 읍내면을 충주면으로 개칭
- 1931. 4. 1  충주면을 충주읍으로 승격
- 1956. 7. 8  충주읍을 충주시로 승격
- 1987. 1. 1 충주시로 편입

### 종민동
- 1895. 충주군 설치. 충주군 북변면
- 1912. 구한국지방행정구역명칭일람에 충주군 북변면으로 32리 관할
- 1914. 4. 1 행정구역 폐합으로 민종리, 범동, 종당을 병합하여 종민동이라 해서 충주군 읍내면에 편입
- 1917. 읍내면을 충주면으로 개칭
- 1931. 4. 1  충주면을 충주읍으로 승격
- 1956. 7. 8  충주읍을 충주시로 승격하면서 충주시 종민동으로 개칭

## 행정 구역
- 교현동(校峴洞) 일부 (교현1동)
- 종민동(宗民洞)
- 안림동(安林洞)
- 목벌동(木伐洞)

## 주요 시설
- 충주의료원
- 충주 활옥동굴

### 주거
| 단지명            | 시행사         | 건설사       | 주소          | 입주        | 비고 |
| ----------------- | -------------- | ------------ | ------------- | ----------- | ---- |
| 안림엘지          | ㈜엘지건설     | ㈜엘지건설   |               | 1996년 11월 |      |
| 안림 신원아침도시 | 우남건설㈜     | 신원종합개발 | 만리산10길 15 | 2006년 5월  |      |
| 안림 엘리시아     | ㈜대한토지신탁 | 케이디건설㈜ | 국원초1길 48  | 2007년 2월  |      |
| 충주2차 푸르지오  | ㈜어반디앤씨   | 대우건설     | 봉현로 366    | 2016년 10월 |      |